# Killiney Hill

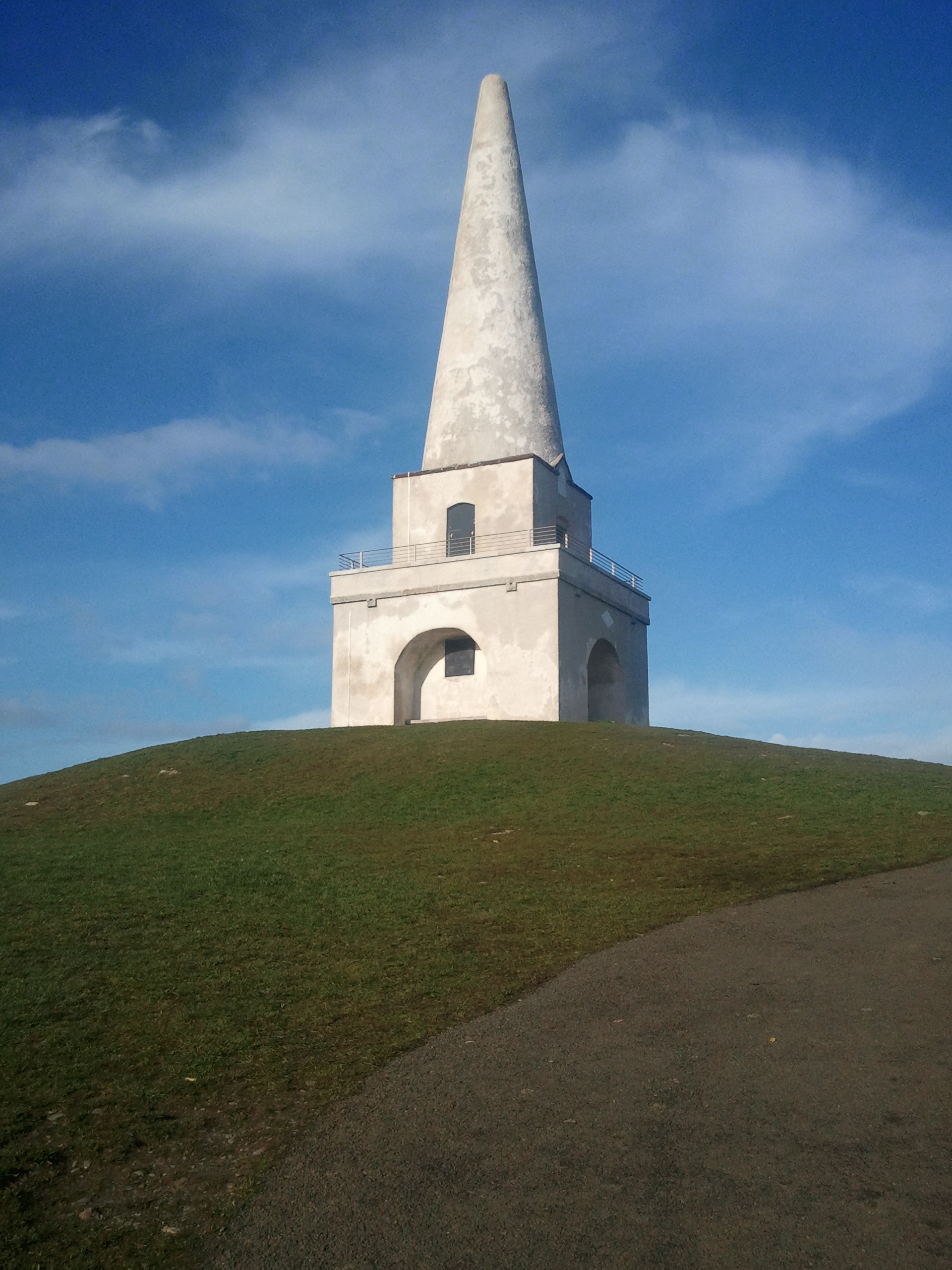
Killiney-Hill-Obelisk

Killiney Hill (irisch Cnoc Chill Iníon Léinín) ist ein Hügel in Irland im Süden von Dublin mit einer Seehöhe von rund 170 Metern. Er bildet die südliche Grenze der Bucht von Dublin. Auf der Spitze des Hügels befindet sich ein Obelisk mit der Aufschrift Last year being hard with the poor walks about these hills and this were erected by John Mapas, June 1742.
Bei gutem Wetter kann man von Killiney Hill aus im Nordwesten über Dublin sehen, im Süden die Wicklow Mountains, im Osten und Südosten die Irische See, im Südosten Bray und bei klarer Sicht kann man im Osten bis nach Wales sehen.
Killiney Hill befindet sich im Killiney Hill Park (Páirc Chnoc Chill Iníon Léinín), der öffentlich zugänglich ist und mehrere Gehwege und Aussichtspunkte bietet, was ihn ein beliebtes Ziel für Besucher und Wanderer macht.